# NGC 3109
NGC 3109 è una galassia irregolare nella costellazione dell'Idra.
Fa parte del nostro Gruppo Locale e contiene un centinaio di milioni di stelle; può essere osservata senza difficoltà con un piccolo telescopio, dove si mostra come una scia irregolare. La galassia, scoperta il 24 marzo 1835 da John Herschel, nel suo osservatorio in Sud Africa, ci appare vista di taglio. NGC 3109 dista da noi 4,5 milioni di anni luce, è situata al confine del Gruppo Locale; si pensa che sia legata gravitazionalmente alla Galassia Nana della Macchina Pneumatica, con cui interagirebbe.